# Велополька
 Велополька (пол. Wielopolka) — потік в Польщі, у Домбровському повіті Малопольського воєводства. Права притока Жабниці, (басейн Балтійського моря).

## Опис
Довжина потоку приблизно 8,29 км, найкоротша відстань між витоком і гирлом — 6,45  км, коефіцієнт звивистості потоку — 1,29 .

## Розташування
Бере початок на північно-західній стороні від села Можихна (гміна Домброва-Тарновська). Спочатку тече переважно на північний захід через Вельополе і у селі Гожице повертає на північний схід. Далі тече через Домбровку-Гожицьку і у Адамеж впадає у річку Жабницю, ліву притоку Бреня.